# 比志島義興
比志島 義興（ひしじま よしおき）は、安土桃山時代の武将。島津氏の家臣。

## 生涯
永禄4年（1561年）、比志島義基の嫡男として誕生。
天正3年（1575年）12月14日に元服を果たすと、天正6年（1578年）の耳川の戦いには父と共に参戦して功を為した。天正8年（1580年）の肥後国矢崎城攻めや天正10年（1582年）の水俣城攻め、天正12年（1584年）の沖田畷の戦いでも軍功を為す。天正14年（1586年）6月の筑紫広門征伐では大将を務め、根白坂の戦いの際も父と共に功を上げた。
その後は文禄・慶長の役にも参加したが、慶長4年（1599年）に実弟・北原兼茂と叔父・比志島国家と共に上洛した際、程なくして伏見にて病死した。享年39。父・義基に先立つこと4年であった。